# Michael Zeller
Michael Zeller (Núremberg, 1967) es un arquitecto alemán reconocido por su experiencia en Fachadas técnicas y Técnicas de Construcción para la Rehabilitación Arquitectónica.

## Trayectoria
Zeller nació en Nuremberg, Alemania en 1967. Estudió arquitectura en España y se graduó por la Escuela Técnica Superior de Arquitectura de Madrid (ETSAM) en 1999. Comenzó a trabajar como arquitecto independiente en Anaya Arquitectos el mismo año de sus inicios como arquitecto titulado. Más tarde, en 2007 se convierte en arquitecto asociado del estudio Anaya Arquitectos. En 2004 cuando Jesús Anaya Díaz entrega su tesis doctoral agradece expresamente a Zeller sus traducciones del alemán.
Como arquitecto titulado por la Universidad Politécnica de Madrid experto en nuevos materiales y sistemas constructivos, trabaja con sede en Madrid y en contacto con estudios alemanes, especialmente de su ciudad natal, donde el estudio ha establecido una nueva sede desde 2007.  Zeller ejerce como arquitecto profesional, colegiado en el Colegio Oficial de Arquitectos de Madrid, especializado en diseño constructivo de fachadas tecnológicas, así como en aplicaciones de estas nuevas tecnologías constructivas en la rehabilitación de edificios y conjuntos urbanos patrimoniales con protección histórico artística. 
Zeller colaboró con Anaya Arquitectos en obras como el proyecto de rehabilitación ejecutado en 2011 para el Ayuntamiento de Outes en 2011, o los proyectos de 2012, en Freixo (Fonsagrada), Centro de Actividades Náuticas y en Esteiro (Muros), el Paseo Marítimo. Además participa en los proyectos de investigación para el diseño y desarrollo de nuevos productos, utilizados en sistemas de fachadas técnicas. Destacar también su participación en 2002 y 2003 en el proyecto de Rehabilitación y restauración del edificios del Instituto Goethe en Madrid, en la calle Zurbano, y en el periodo 2006 a 2009, los proyectos realizados para Marruecos, la ciudad de nueva planta en Marrakech y el complejo urbano en Tánger.
En su labor de arquitecto independiente, colabora con otros profesionales e instituciones. Uno de sus colaboradores habituales, el arquitecto diseñador de interiores Gabriel Asdrúbal, con el que realiza rehabilitaciones de viviendas y locales en Madrid.

## Obras seleccionadas
- 2003 Rehabilitación de la sede Goethe-Institut de Madrid.
- 2006 Barrio para Tánger con infraestructuras y 4.500 viviendas.
- 2009 Nuevo distrito urbano de 60 000 habitantes en Marrakech.